# Veste Nehru
 (novembre 2023).
La mise en forme du texte ne suit pas les recommandations de Wikipédia : il faut le « wikifier ».
Les points d'amélioration suivants sont les cas les plus fréquents. Le détail des points à revoir est peut-être précisé sur la page de discussion.
- Les titres sont pré-formatés par le logiciel. Ils ne sont ni en capitales, ni en gras.
- Le texte ne doit pas être écrit en capitales (les noms de famille non plus), ni en gras, ni en italique, ni en « petit »…
- Le gras n'est utilisé que pour surligner le titre de l'article dans l'introduction, une seule fois.
- L'italique est rarement utilisé : mots en langue étrangère, titres d'œuvres, noms de bateaux, etc.
- Les citations ne sont pas en italique mais en corps de texte normal. Elles sont entourées par des guillemets français : « et ».
- Les listes à puces sont à éviter, des paragraphes rédigés étant largement préférés. Les tableaux sont à réserver à la présentation de données structurées (résultats, etc.).
- Les appels de note de bas de page (petits chiffres en exposant, introduits par l'outil «  Source ») sont à placer entre la fin de phrase et le point final[comme ça].
- Les liens internes (vers d'autres articles de Wikipédia) sont à choisir avec parcimonie. Créez des liens vers des articles approfondissant le sujet. Les termes génériques sans rapport avec le sujet sont à éviter, ainsi que les répétitions de liens vers un même terme.
- Les liens externes sont à placer uniquement dans une section « Liens externes », à la fin de l'article. Ces liens sont à choisir avec parcimonie suivant les règles définies. Si un lien sert de source à l'article, son insertion dans le texte est à faire par les notes de bas de page.
- La présentation des références doit suivre les conventions bibliographiques. Il est recommandé d'utiliser les modèles {{Ouvrage}}, {{Chapitre}}, {{Article}}, {{Lien web}} et/ou {{Bibliographie}}. Le mode d'édition visuel peut mettre en forme automatiquement les références.
- Insérer une infobox (cadre d'informations à droite) n'est pas obligatoire pour parachever la mise en page.

Pour une aide détaillée, merci de consulter Aide:Wikification.
Si vous pensez que ces points ont été résolus, vous pouvez retirer ce bandeau et améliorer la mise en forme d'un autre article.

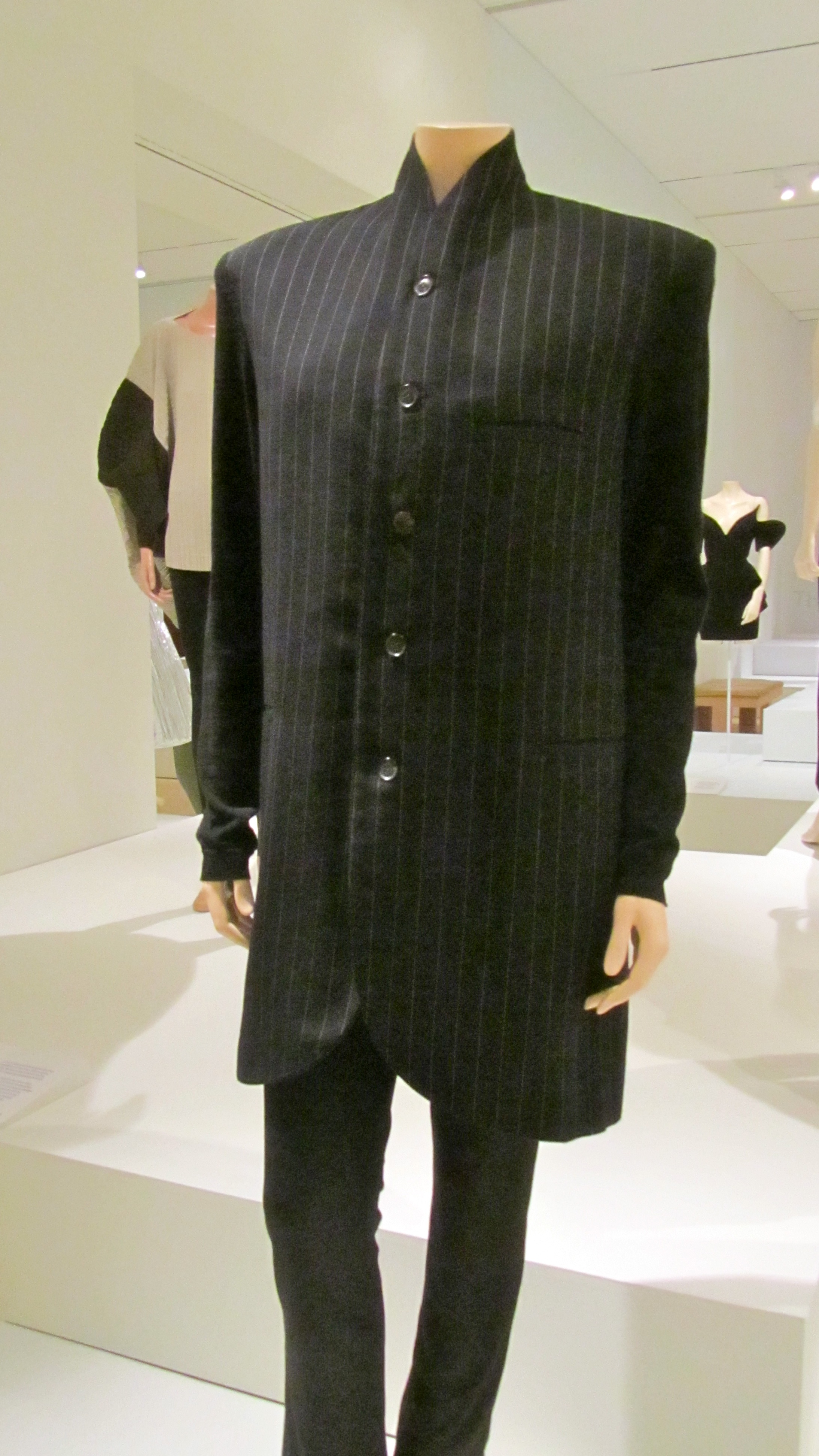
Costume Nehru japonais à fines rayures, années 1990.

La veste Nehru est une veste pour homme ou femme, ajustée, descendant jusqu'aux hanches, avec un col mandarin.  Le devant est inspiré de l' achkan indien ou sherwani, un vêtement porté par Jawaharlal Nehru, premier ministre de l'Inde de 1947 à 1964. (Pour autant, Nehru ne semble pas avoir jamais porté de veste Nehru. )

## Histoire

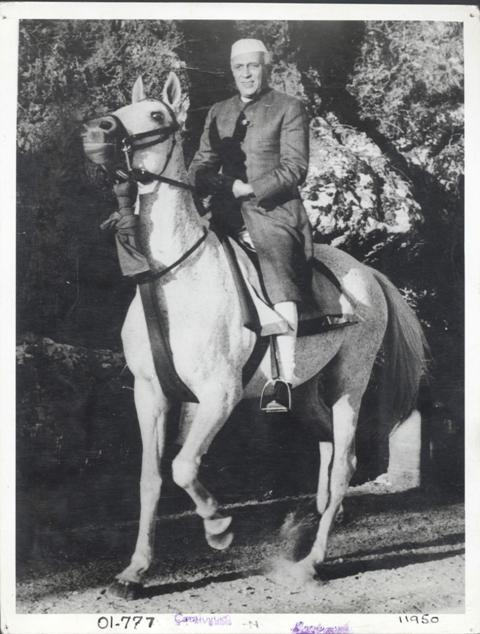
Jawaharlal Nehru en achkan ou sherwani, vêtement qui a servi de modèle à la veste Nehru.

La veste Nehru est une variante du jodhpuri, lui-même dérivant de l'angarkha. Popularisés pendant les mandats de Jawaharlal Nehru, ces bandhgalas à base de khadi restent populaires à ce jour.

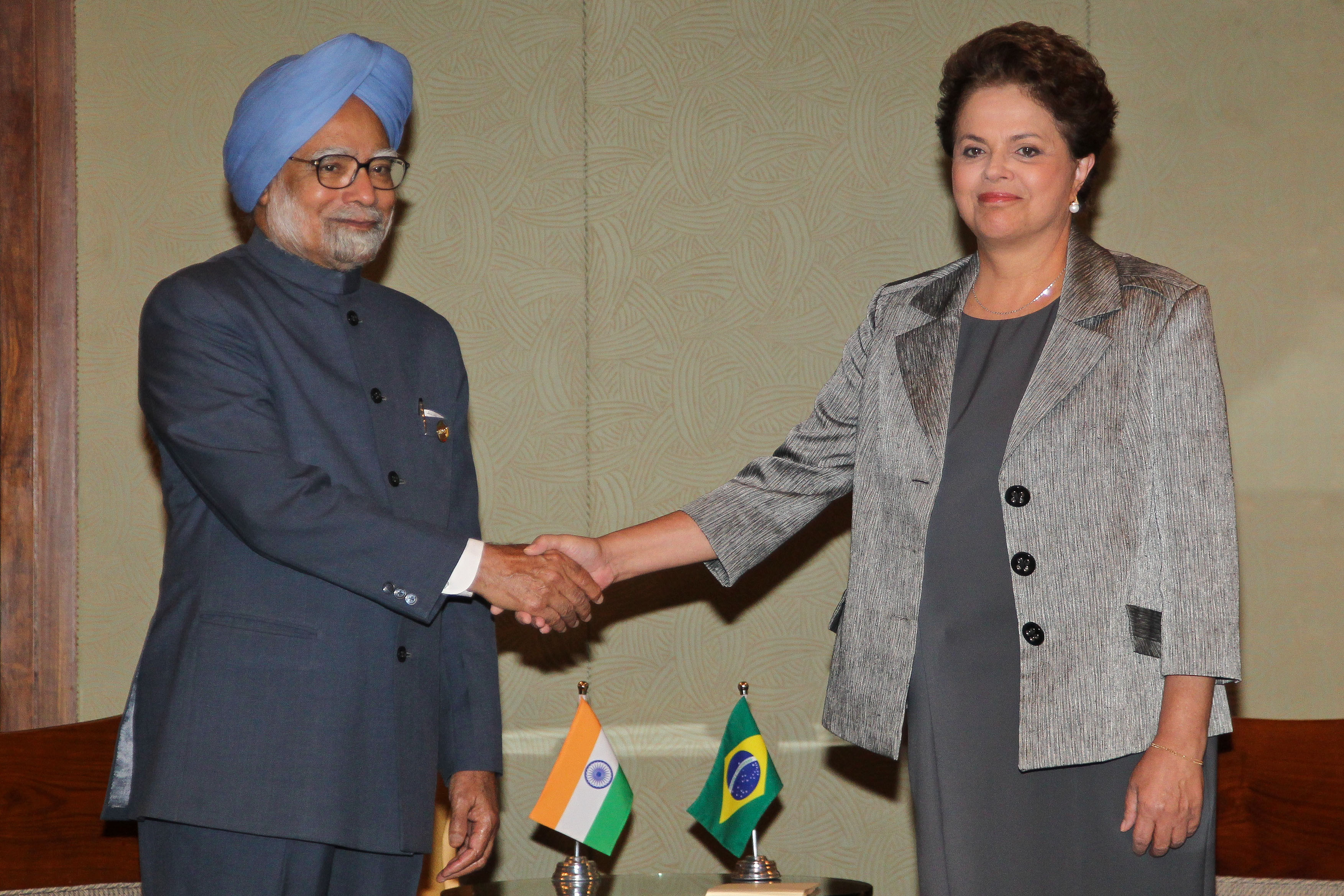
Le Premier ministre indien Manmohan Singh (à gauche) porte une veste Nehru pour sa rencontre la présidente brésilienne Dilma Rousseff à Sanya, Chine, en avril 2011.

La veste Nehru est plus courte que l'achkan, qui tombe sous les genoux.

## Popularité
La veste Nehru est commercialisée en Europe et en Amérique au milieu des années 1960, notamment popularité par le minimalisme du style de vie Mod, par Sammy Davis Jr. et les Beatles.,. et la série de science-fiction Doctor Who.

## Voir également
- Sari
- Costume Mao
- Manteau Mujib
- Gakuran
- Modèle Raj
- Abacoôte
- Costume Kariba
- Costume de loisirs
- Chemise Madiba

### Remarques
1. ↑  "Nehru Jacket, which we know today had undergone alterations from its basic Achkin or Sherwani model over the years even during the lifetime of Nehru. The main difference between the popular Nehru Jacket and the original Achkan is the length. Achkans go below the knees whereas Nehru Jacket hardly reaches hips. It was only after 1940s the term 'Nehru Jacket' was started using widely. Till then it was known as 'band gale Ica coat', which means 'closed neck coat.' The strangest part of the story is that Nehru had never worn the popular, modified ones named after him, but always preferred the traditional models more akin to Ackhan or Sherwani."[1]

### Citations
1. 1 2  Aramam, « Nehru's style statement: Achkan the knee-length coat made iconic by Nehru is still being worn with pride » [archive du 1er juillet 2016], Tehelka, 16 janvier 2016 (consulté le 26 avril 2017)
2. ↑  « Nehru Jacket or Modi Vest: Which One Are You Wearing Today? | Outlook India Magazine », 4 février 2022
3. ↑  Gonna Do Great Things: The Life of Sammy Davis, Jr., p. 15, Gary Fishgall
4. ↑  « Nehru Jacket | Encyclopedia.com »
5. ↑  « John Lennon's iconic suit goes on auction after being lost for 40 year », Express.co.uk, 29 octobre 2015 (consulté le 28 mars 2023)